# Kommandobrücke

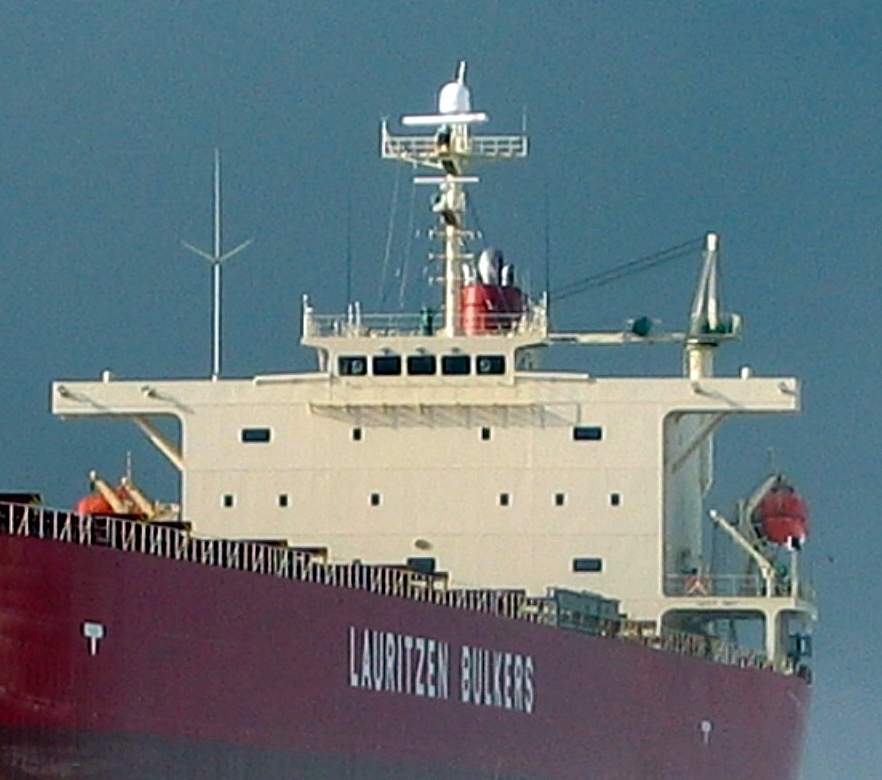
Kommandobrücke mit Nocken

Die Kommandobrücke, oftmals kurz Brücke genannt, bezeichnet das Deck auf einem Seeschiff, auf dem die Seewache gegangen wird. Traditionell im Vier-Stunden-Wechsel wird das Schiff von hier aus vom nautischen Wachoffizier geführt.
Der Begriff „Brücke“ kommt aus der Zeit der Raddampfer, als zwischen den beiden Radkästen ein Steg – eben eine Brücke – gebaut wurde, auf der der Schiffsführer stand.

## Aufbau

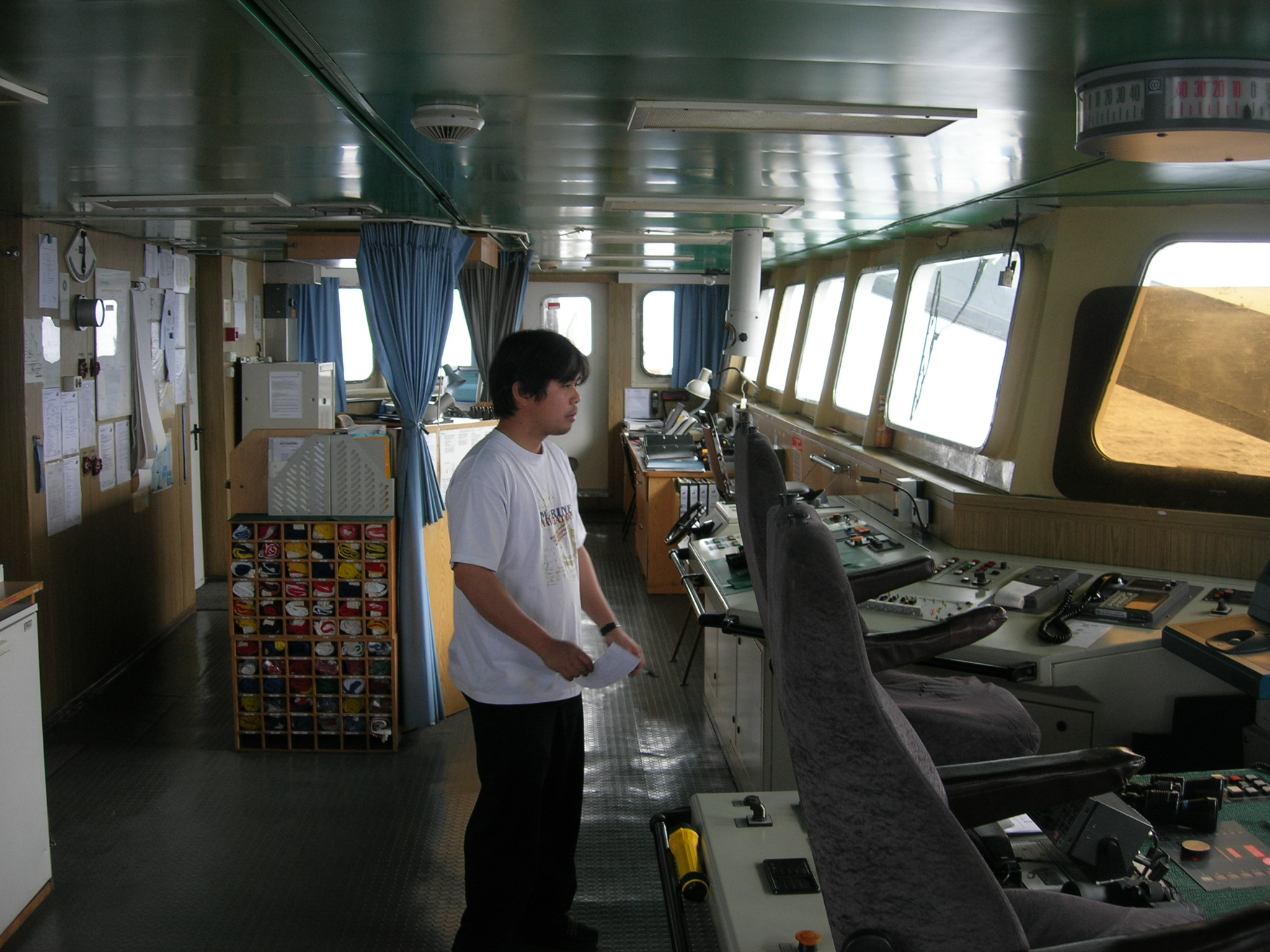
Kommandobrücke des Containerschiffs Neptun

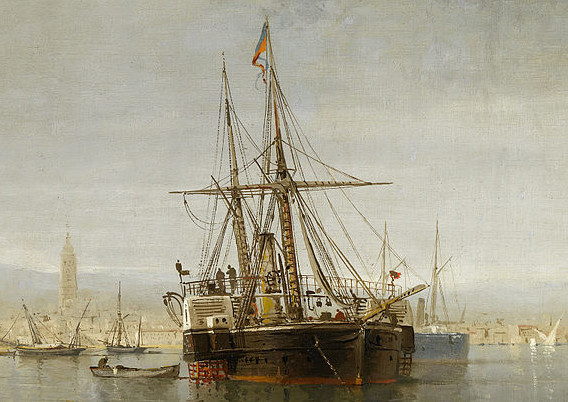
Kommandobrücke eines Seitenraddampfers

Strenggenommen ist die Brücke das gesamte Brückendeck und der geschlossene Teil ist das Ruderhaus, in der Binnenschifffahrt auch Steuerhaus oder Ruderstuhl genannt (englisch: Wheelhouse, Rudderhouse, im amerikanischen Sprachraum auch Pilothouse). Somit besteht die Brücke aus Ruder- bzw. Steuerhaus und Nocken. Im Sprachgebrauch wird jedoch meist der geschlossene Teil als Brücke bezeichnet. Dieser soll dem wachhabenden Offizier, Kommandanten usw. einen günstigen und vor Seewasser möglichst geschützten freien Standpunkt zum Manövrieren bieten. Eine Verbindung zu Aufbauten auf anderen Teilen des Schiffes wird auch Laufbrücke genannt.
An beiden Seiten des Ruderhauses schließt sich eine Nock oder Brückennock (engl. bridge wing) an, ein meist nicht überdachter Teil, von wo aus das Schiff bei Manövern geführt wird und der wachhabende nautische Offizier während seiner Wache bestimmte Tätigkeiten durchführt, insbesondere Einhaltung des vorgegebenen Reiseweges durch fortlaufende Positionsbestimmung und die Berücksichtigung von Schifffahrtshindernissen sowie der in der Umgebung des Schiffes befindlichen anderen Seefahrzeuge mittels technischer Hilfsmittel wie Radargerät und menschlicher Beobachtung.
Im Ruderhaus befinden sich die Kommandoanlagen, wie der Steuerstand, der Maschinentelegraf, Kommunikationsgeräte sowie die wichtigsten nautischen Instrumente, wie beispielsweise der Magnetkompass. Ein Teil der Brücke ist auch der Kartenraum, in dem die Seekarten lagern und am Koppeltisch die Navigation betrieben wird. Auf modernen Schiffen ist der Kartenraum selten vom Ruderhaus abgeteilt. Die Integration des Kartentisches in das Ruderhaus selbst wurde insbesondere aufgrund der Einführung des sogenannten Einmannwachbetriebes im Schiffsbetrieb erforderlich, um sicherzustellen, dass der Wachoffizier auch bei der Kartenarbeit den Seeraum und die Verkehrslage überwachen sowie die Funkkommunikation wahrnehmen kann.
Auf U-Booten befindet sich die nach oben offene Brücke auf dem Turm des Bootes und wird zum Bug hin nur durch das so genannte Schanzkleid begrenzt, welches bis auf Brusthöhe verläuft und die Brückenbesatzung vor Seewasser schützt.
Die Brücke kann demnach nur bei aufgetauchtem Boot besetzt werden. Ruderhaus und Brückennocken sind hier hinfällig; bei U-Booten aus der Zeit des Zweiten Weltkriegs gab es jedoch häufig einen nach Achtern führenden Gang zum sogenannten „Wintergarten“.

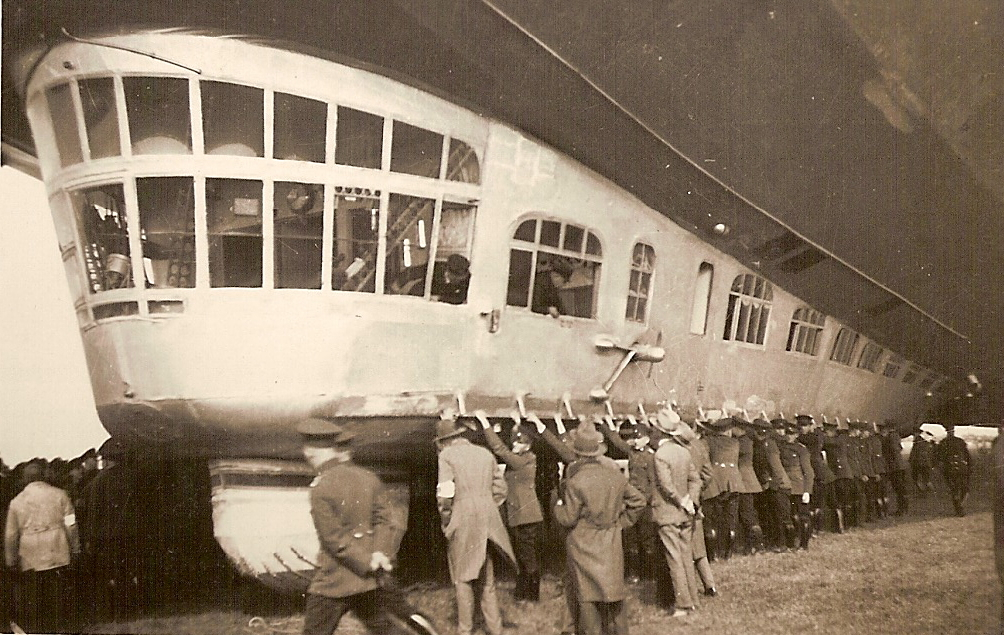
Das Zeppelin-Luftschiff LZ 127 „Graf Zeppelin“, vorne die große Fensterfront der Kommandobrücke

Bei Luftschiffen wird der Raum mit den Steuerinstrumenten in der Gondel bzw. Führergondel ebenfalls als Kommandobrücke bezeichnet – eben weil sie „Schiffe“ sind.
Binnenschiffe können eine einziehbare (absenkbare) Brücke haben, um Flussbrücken mit geringer Durchfahrtshöhe unterfahren zu können. Dies kommt vor allem auf dem Main und dem Main-Donau-Kanal vor.